# Miclești, Vaslui
Miclești este satul de reședință al comunei cu același nume din județul Vaslui, Moldova, România.

## Monumente
- Movila lui Burcel
- Situl istoric „Movila lui Burcel”
- Mănăstirea Sfinții Împărați Constantin și Elena de pe Movila lui Burcel

 Acest articol despre o localitate din județul Vaslui este deocamdată un ciot. Puteți ajuta Wikipedia prin completarea lui.